# Ludwigsparkstadion
Ludwigsparkstadion je gradski stadion u Saarbrückenu, Njemačka. Stadion koristi 1. FC Saarbrücken te Saarland Hurricanes.